# Eir Aoi

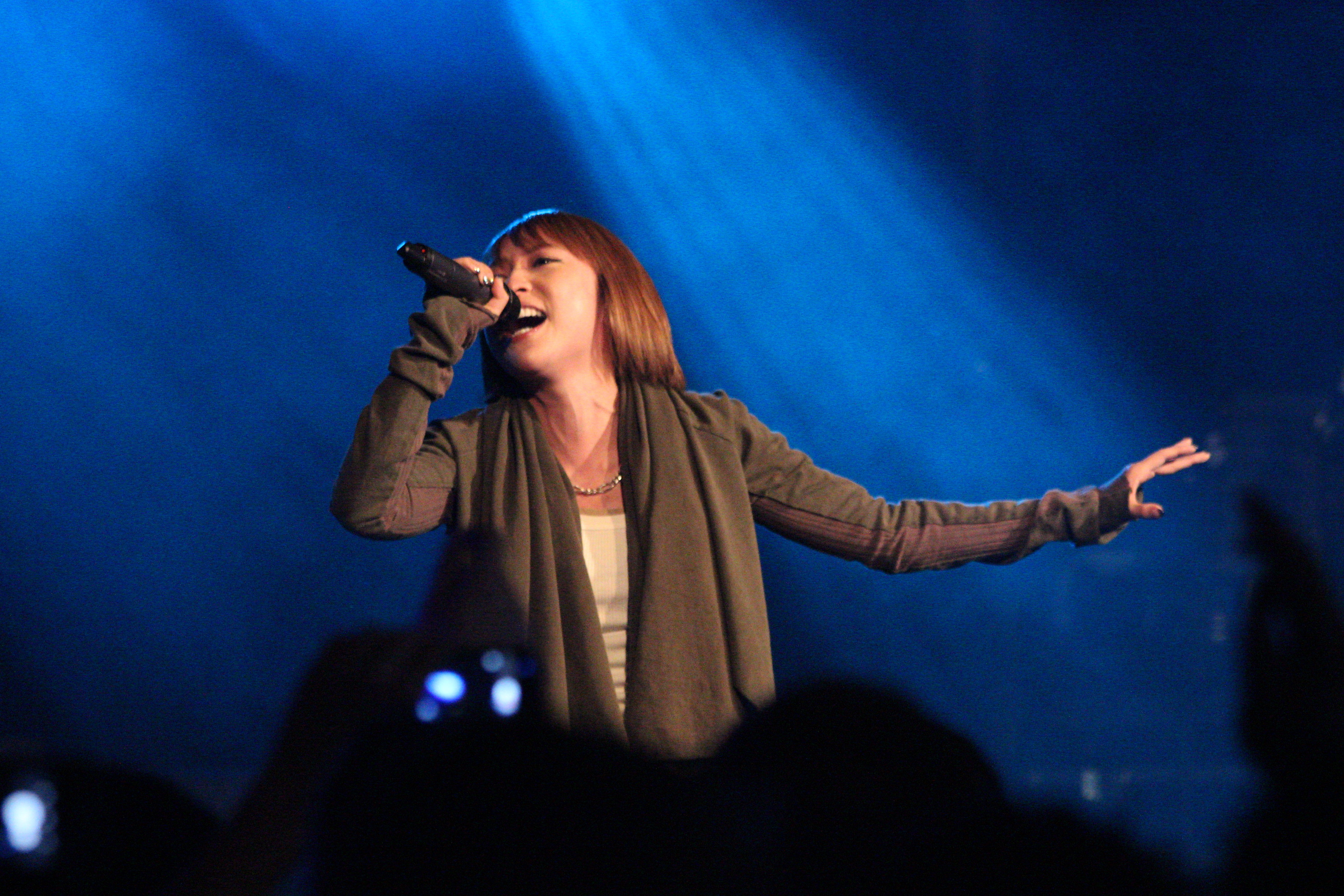
Eir Aoi (2015)

Eir Aoi (japanisch 藍井 エイル, Aoi Eiru; * 30. November 1988) ist eine japanische Singer-Songwriterin aus Sapporo, Hokkaidō, aktuell unter Vertrag bei SME Japan. Ihr Bühnenname leitet sich ab von Eir, der germanischen Göttin der Heilung, da sie ursprünglich vorhatte Krankenschwester zu werden.

## Biografie
Aoi sang während ihrer Oberschulzeit in einer von ihr gegründeten Band. Nach der Schulzeit widmete sie sich weiter der Musik und veröffentlichte dann 2011 ihre Debütsingle Memoria, welche als Abspanntitel für die im gleichen Jahr erschienene Anime-Serie Fate/Zero verwendet wurde.
Im darauf folgenden Jahr erschien ihre zweite Single Aurora, welche in der Anime-Serie Mobile Suit Gundam AGE als Vorspannlied zu hören war. Wenig später, noch im selben Jahr, war ihre dritte Single Innocence auf dem Markt. Auch diese wurde als Titelmelodie einer Anime-Veröffentlichung verwendet, nämlich der im selben Jahr ausgestrahlten Light-Novel-Verfilmung Sword Art Online.
Anfang 2013 erschien ihr erstes Album Blau, was ebenfalls die Bedeutung ihres Nachnamens ist.
Auch ihre weiteren Singles wurden als Titellieder von Anime-Produktionen verwendet. Dazu gehören unter anderem Sirius für KILL la KILL und Niji no Oto für Sword Art Online: Extra Edition aus ihrem zweiten Album Aube, Ignite in Sword Art Online II und zuletzt Lapis Lazuli für die 2015 angelaufene Verfilmung der Fantasy-Manga-Reihe The Heroic Legend of Arslan.
Im Juni 2015 ist ihr drittes Album D’Azur erschienen.

## Diskografie

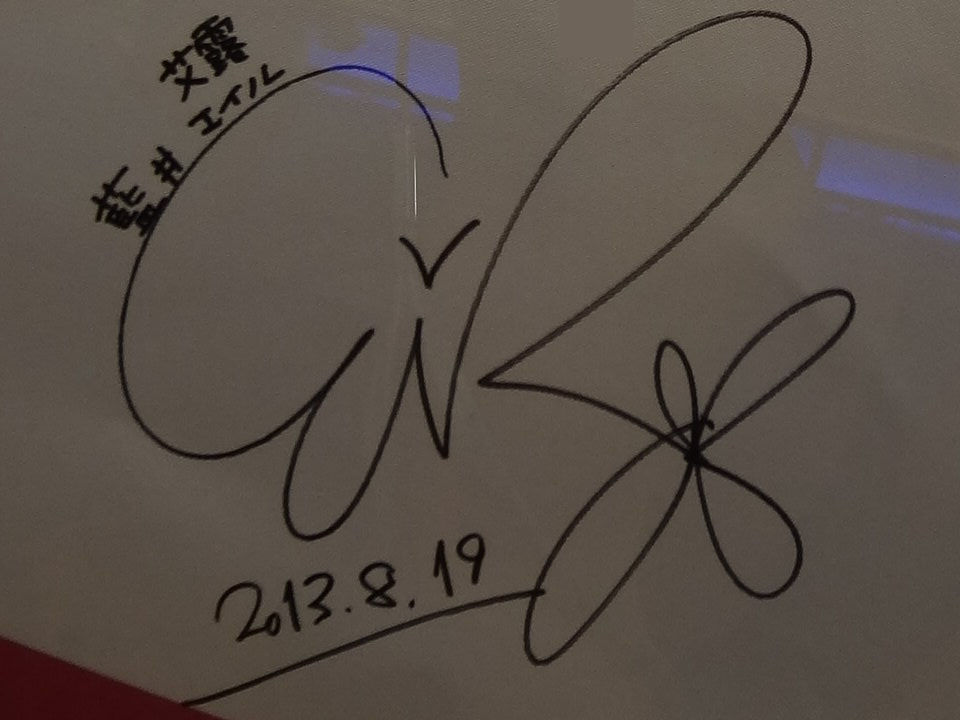
Aois Autogramm mit ihrem Markenzeichen, ihrem Vornamen in Form eines Schmetterlings

### Studioalben
| Jahr | Titel        | Höchstplatzierung, Gesamtwochen, AuszeichnungChartsChartplatzierungen (Jahr, Titel, Platzierungen, Wochen, Auszeichnungen, Anmerkungen) | Anmerkungen                                       |
| Jahr | Titel        | JP | Anmerkungen                                       |
| ---- | ------------ | --- | ------------------------------------------------- |
| 2012 | Prayer       | JP12 (4 Wo.)JP | Erstveröffentlichung: 11. April 2012 Tributealbum |
| 2013 | Blau         | JP4 (7 Wo.)JP | Erstveröffentlichung: 30. Januar 2013             |
| 2014 | Aube         | JP6 (8 Wo.)JP | Erstveröffentlichung: 29. Januar 2014             |
| 2015 | D’Azur       | JP4 (15 Wo.)JP | Erstveröffentlichung: 24. Juni 2015               |
| 2019 | Fragment     | JP5 (11 Wo.)JP | Erstveröffentlichung: 17. April 2019              |
| 2023 | Kaleidoscope | JP9 (5 Wo.)JP | Erstveröffentlichung: 11. Januar 2023             |

### Kompilationen
| Jahr | Titel    | Höchstplatzierung, Gesamtwochen, AuszeichnungChartsChartplatzierungen (Jahr, Titel, Platzierungen, Wochen, Auszeichnungen, Anmerkungen) | Anmerkungen                            |
| Jahr | Titel    | JP | Anmerkungen                            |
| ---- | -------- | --- | -------------------------------------- |
| 2016 | Best -A- | JP4 (15 Wo.)JP | Erstveröffentlichung: 19. Oktober 2016 |
| 2016 | Best -E- | JP3 (14 Wo.)JP | Erstveröffentlichung: 19. Oktober 2016 |

### Singles
| Jahr | Titel Album                                                                          | Höchstplatzierung, Gesamtwochen, AuszeichnungChartsChartplatzierungen (Jahr, Titel, Album, Platzierungen, Wochen, Auszeichnungen, Anmerkungen) | Anmerkungen                             |
| Jahr | Titel Album                                                                          | JP | Anmerkungen                             |
| ---- | ------------------------------------------------------------------------------------ | --- | --------------------------------------- |
| 2011 | Memoria Blau                                                                         | JP8 Gold (Digital) · (19 Wo.)JP | Erstveröffentlichung: 19. Oktober 2011  |
| 2012 | Aurora Blau                                                                          | JP22 (6 Wo.)JP | Erstveröffentlichung: 5. September 2012 |
| 2012 | Innocence Blau                                                                       | JP6 Platin (Digital) · (13 Wo.)JP | Erstveröffentlichung: 21. November 2012 |
| 2013 | Cobalt Sky Aube                                                                      | JP18 (4 Wo.)JP | Erstveröffentlichung: 26. Juni 2013     |
| 2013 | Sirius Aube                                                                          | JP21 Gold (Digital) · (14 Wo.)JP | Erstveröffentlichung: 13. November 2013 |
| 2014 | Niji no Oto (虹の音) Aube                                                            | JP11 (7 Wo.)JP | Erstveröffentlichung: 1. Januar 2014    |
| 2014 | Ignite D’Azur                                                                        | JP9 Platin (Digital) · (17 Wo.)JP | Erstveröffentlichung: 20. August 2014   |
| 2014 | Tsunagaru Omoi (ツナガルオモイ) D’Azur                                               | JP20 (3 Wo.)JP | Erstveröffentlichung: 12. November 2014 |
| 2015 | Genesis D’Azur                                                                       | JP17 (5 Wo.)JP | Erstveröffentlichung: 18. Februar 2015  |
| 2015 | Lapis Lazuli (ラピスラズリ) D’Azur                                                   | JP13 Platin (Digital) · (16 Wo.)JP | Erstveröffentlichung: 22. April 2015    |
| 2015 | Shoegazer Best -A-                                                                   | JP26 (5 Wo.)JP | Erstveröffentlichung: 28. Oktober 2015  |
| 2016 | Accentier Best -A-                                                                   | JP14 (7 Wo.)JP | Erstveröffentlichung: 2. Februar 2016   |
| 2016 | Tsubasa (翼 Wings) D’Azur                                                            | JP9 Gold (Digital) · (9 Wo.)JP | Erstveröffentlichung: 20. Juli 2016     |
| 2018 | Ryūsei / Yakusoku (流星 / 約束 Meteor / Promise) Fragment                            | JP8 Gold (Digital) · (10 Wo.)JP | Erstveröffentlichung: 13. Juni 2018     |
| 2018 | Iris (アイリス) Fragment                                                             | JP11 (15 Wo.)JP | Erstveröffentlichung: 24. Oktober 2018  |
| 2019 | Tsuki o Ou Mayonaka (月を追う真夜中 Following the Moon in the Middle of the Night) – | JP24 (6 Wo.)JP | Erstveröffentlichung: 28. August 2019   |
| 2019 | Hoshi ga Furu Yume (星が降るユメ Dream Of a Falling Star) –                          | JP19 (11 Wo.)JP | Erstveröffentlichung: 27. November 2019 |
| 2020 | I will... –                                                                          | JP6 (9 Wo.)JP | Erstveröffentlichung: 12. August 2020   |
| 2021 | Kodo (鼓動, Heartbeat) –                                                             | JP10 (5 Wo.)JP | Erstveröffentlichung: 16. Juni 2021     |
| 2021 | Atok (アトック) –                                                                    | JP16 (7 Wo.)JP | Erstveröffentlichung: 4. August 2021    |
| 2022 | Phoenix Prayer –                                                                     | JP10 (5 Wo.)JP | Erstveröffentlichung: 16. Februar 2022  |
| 2022 | Hello Hello Hello –                                                                  | JP16 (4 Wo.)JP | Erstveröffentlichung: 17. August 2022   |
| 2022 | Shinzou (心臓) Heart –                                                               | JP16 (6 Wo.)JP | Erstveröffentlichung: 19. Oktober 2022  |